# کیدینو
کیدینو اخترشناس زادهٔ سدهٔ ۴ پیش از میلاد و احتمالاً درگذشتهٔ ۱۴ اوت ۳۳۰ پیش از میلاد اهل بابل بود که هم‌زمان با هخامنشیان می‌زیست. استرابون و آماسیه او را کیدناس (Kidenas) می‌نامیدند و پلینیوس نام او را به‌صورت سیدناس (Cidenas) ضبط کرده‌است. از او لوحه‌هایی در رصد سیارات و محاسبهٔ زمان طلوع و غروب آنان بر جای مانده است.